# Some Men...
|  | Denne artikel er oprettet af botten PalnaBot ud fra en ekstern database. Den kan derfor have sproglige fejl eller mangler. Denne skabelon kan fjernes efter kontrol af indholdet. |

Some Men... er en film instrueret af Knud Vesterskov.

## Handling
En poetisk og erotisk balletvideo om to mænds møde. De hvidklædte mænd mødes i mørke, men skaber med dansen deres eget farvefyldte rum i symbiose mellem dansen og det elektronisk manipulerede billede.